# هوسكينس (نبراسكا)
هوسكينس (بالإنجليزية: Hoskins, Nebraska)‏ هي منطقة سكنية تقع في الولايات المتحدة في مقاطعة وايني، نبراسكا. يقدر عدد سكانها بـ 285 نسمة ومساحتها 0.80 كم2 وترتفع عن سطح البحر 510 متر.

## التركيبة السكانية
قام مكتب تعداد الولايات المتحدة بتحديد بيانات التركيبة السكانية لهوسكينس في تعداد الولايات المتحدة. في ما يلي، التركيبة السكانية حسب تعدادي 2000 و2010.

### تعداد عام 2000
بلغ عدد سكان هوسكينس 283 نسمة بحسب تعداد عام 2000، وبلغ عدد الأسر 112 أسرة وعدد العائلات 80 عائلة مقيمة في القرية. في حين سجلت الكثافة السكانية 938.9 نسمة لكل ميل مربع (362.5/كم2). وبلغ عدد الوحدات السكنية 117 وحدة بمتوسط كثافة قدره 388.2 نسمة لكل ميل مربع (149.9/كم2).
وتوزع التركيب العرقي للقرية بنسبة 99.65% من البيض و 0.35% من عرقين مختلطين أو أكثر.
بلغ عدد الأسر 112 أسرة كانت نسبة 41.1% منها لديها أطفال تحت سن الثامنة عشر تعيش معهم، وبلغت نسبة الأزواج القاطنين مع بعضهم البعض 58.9% من أصل المجموع الكلي للأسر، ونسبة 8.9% من الأسر كان لديها معيلات من الإناث دون وجود شريك، وكانت نسبة 27.7% من غير العائلات. وبلغ متوسط حجم الأسرة المعيشية 3.07، أما متوسط حجم العائلات فبلغ 2.53.
وكانت نسبة 31.4% من القاطنين تحت سن الثامنة عشر، وكانت نسبة 7.8% بين الثامنة عشر والأربعة وعشرون عاماً، ونسبة 25.4% كانت واقعةً في الفئة العمرية ما بين الخامسة والعشرون حتى والأربعة وأربعون عاماً، ونسبة 20.1% كانت ما بين الخامسة والأربعون حتى الرابعة والستون، يوجد لكل 100 أنثى 95.2 ذكر، ويوجد لكل 100 أنثى في الثامنة عشر من عمرها فما فوق 100.0 ذكر.
بلغ متوسط دخل الأسرة في القرية 27,679 دولار، أما متوسط دخل العائلة فبلغ 39,583 دولار. وكان متوسط دخل الذكور 24,063 دولار مقابل 22,596 دولار للإناث. وسجل دخل الفرد الخاص بالقرية 14,526 دولار. وكانت نسبة 5.3% من العائلات ونسبة 5.6% من السكان تحت خط الفقر، وكان من هؤلاء نسبة 8.7% تحت سن الثامنة عشر ونسبة 4.4% في الخامسة والستين من العمر وما فوق.

### تعداد عام 2010
بلغ عدد سكان هوسكينس 285 نسمة بحسب تعداد عام 2010، وبلغ عدد الأسر 111 أسرة وعدد العائلات 84 عائلة مقيمة في القرية. في حين سجلت الكثافة السكانية 919.4 نسمة لكل ميل مربع (355.0/كم2). وبلغ عدد الوحدات السكنية 121 وحدة بمتوسط كثافة قدره 390.3 لكل ميل مربع (150.7/كم2).
وتوزع التركيب العرقي للقرية بنسبة 98.2% من البيض و 0.4% من الأمريكيين ذوي الأصول الآسيوية و 1.1% من عرقين مختلطين أو أكثر.
بلغ عدد الأسر 111 أسرة كانت نسبة 28.8% منها لديها أطفال تحت سن الثامنة عشر تعيش معهم، وبلغت نسبة الأزواج القاطنين مع بعضهم البعض 66.7% من أصل المجموع الكلي للأسر، ونسبة 7.2% من الأسر كان لديها معيلات من الإناث دون وجود شريك، بينما كانت نسبة 1.8% من الأسر لديها معيلون من الذكور دون وجود شريكة وكانت نسبة 24.3% من غير العائلات. تألفت نسبة 21.6% من أصل جميع الأسر من أفراد ونسبة 5.4% كانوا يعيش معهم شخص وحيد يبلغ من العمر 65 عاماً فما فوق. وبلغ متوسط حجم الأسرة المعيشية 2.95، أما متوسط حجم العائلات فبلغ 2.57.
بلغ العمر الوسطي للسكان 38.2 عاماً. وكانت نسبة 24.9% من القاطنين تحت سن الثامنة عشر، وكانت نسبة 8.1% بين الثامنة عشر والأربعة وعشرون عاماً، ونسبة 25.7% كانت واقعةً في الفئة العمرية ما بين الخامسة والعشرون حتى والأربعة وأربعون عاماً، ونسبة 28% كانت ما بين الخامسة والأربعون حتى الرابعة والستون، ونسبة 13.3% كانت ضمن فئة الخامسة والستون عاماً فما فوق. وتوزع التركيب الجنسي للسكان بنسبة 52.3% ذكور و47.7% إناث.